# Jan Kopyść
Jan Kopyść (ur. 2 grudnia 1999) – polski siatkarz, grający na pozycji przyjmującego. Od sezonu 2021/2022 jest zawodnikiem klubu Krispol Września.
W 2018 roku, wraz z zespołem KS Metro Warszawa, zdobył srebrny medal w Mistrzostwach Polski Juniorów. Według statystyk był najlepszym przejmującym tej imprezy.

## Sukcesy klubowe
Mistrzostwa Polski Juniorów:
- 2018